# Armin Eichholz (Journalist)
Armin Eichholz (* 1914 in Heidelberg; † 27. Dezember 2007 in Rottach-Egern) war ein deutscher Journalist, Autor und Satiriker.
Eichholz wurde vor allem als Theaterkritiker bekannt, lange Zeit war er Redakteur und Feuilletonchef des Münchner Merkur. Als Journalist hatte er unter Erich Kästner bei der Neuen Zeitung begonnen. Nach seiner Pensionierung arbeitete er vor allem für Die Welt. Bekannt wurde er mit seinen Literatur-Parodien „In flagranti“, die zuerst 1954 erschienen, und zuletzt 1990 aufgelegt worden sind.
Seine Theaterkritiken sind in zwei Bänden gesammelt als Buch erschienen.
Eichholz starb im Weihnachtsurlaub in Rottach-Egern, wohnhaft war er in München.

## Preise und Auszeichnungen
- 1985: Schwabinger Kunstpreis
- 1999: Bayerischer Poetentaler

## Veröffentlichungen (Auswahl)
- In flagranti. Parodien. Neuausgabe. Ehrenwirth, München 1990, ISBN 3-431-03116-1.
- Heute abend stirbt Hamlet. Münchner Theater-Tagebuch Residenztheater 1970–1977. Ehrenwirth, München 1977, ISBN 3-431-01888-2.
- Kennen Sie Plundersweilern? Münchner Theater-Tagebuch Kammerspiele 1970–1977. Ehrenwirth, München 1977, ISBN 3-431-01889-0.
- Ich traute meinen Augen. Personen & Pointen; eine Kultur-Revue. Ehrenwirth, München 1976, ISBN 3-431-01798-3.